# Бон-Деспашу
Бон-Деспашу (порт. Bom Despacho) — муниципалитет в Бразилии, входит в штат Минас-Жерайс. Составная часть мезорегиона Центр штата Минас-Жерайс. Входит в экономико-статистический микрорегион Бон-Деспашу. Население составляет 68 435 человек. Занимает площадь 1209,139 км². Плотность населения — 35,9 чел./км².
Праздник города — 1 июня.

## История
Город основан 1 июня 1912 года.

## Статистика
- Валовой внутренний продукт на 2003 год составляет 244 899 672,00 реалов (данные: Бразильский институт географии и статистики).
- Валовой внутренний продукт на душу населения на 2003 год составляет 6860,39 реалов (данные: Бразильский институт географии и статистики).
- Индекс развития человеческого потенциала на 2000 год составляет 0,799 (данные: Программа развития ООН).